# Albert Duval
Albert Duval foi um velejador francês, medalhista olímpico. Ele competiu nas provas de classe 1 – 2 Ton realizadas nos Jogos Olímpicos de Verão de 1900, conquistou a medalha de prata na primeira corrida e a medalha de bronze na segunda corrida disputada a bordo do Martha 27 ao lado de François Vilamitjana, Auguste Albert e Charles Hugo.